# Carte Octopus

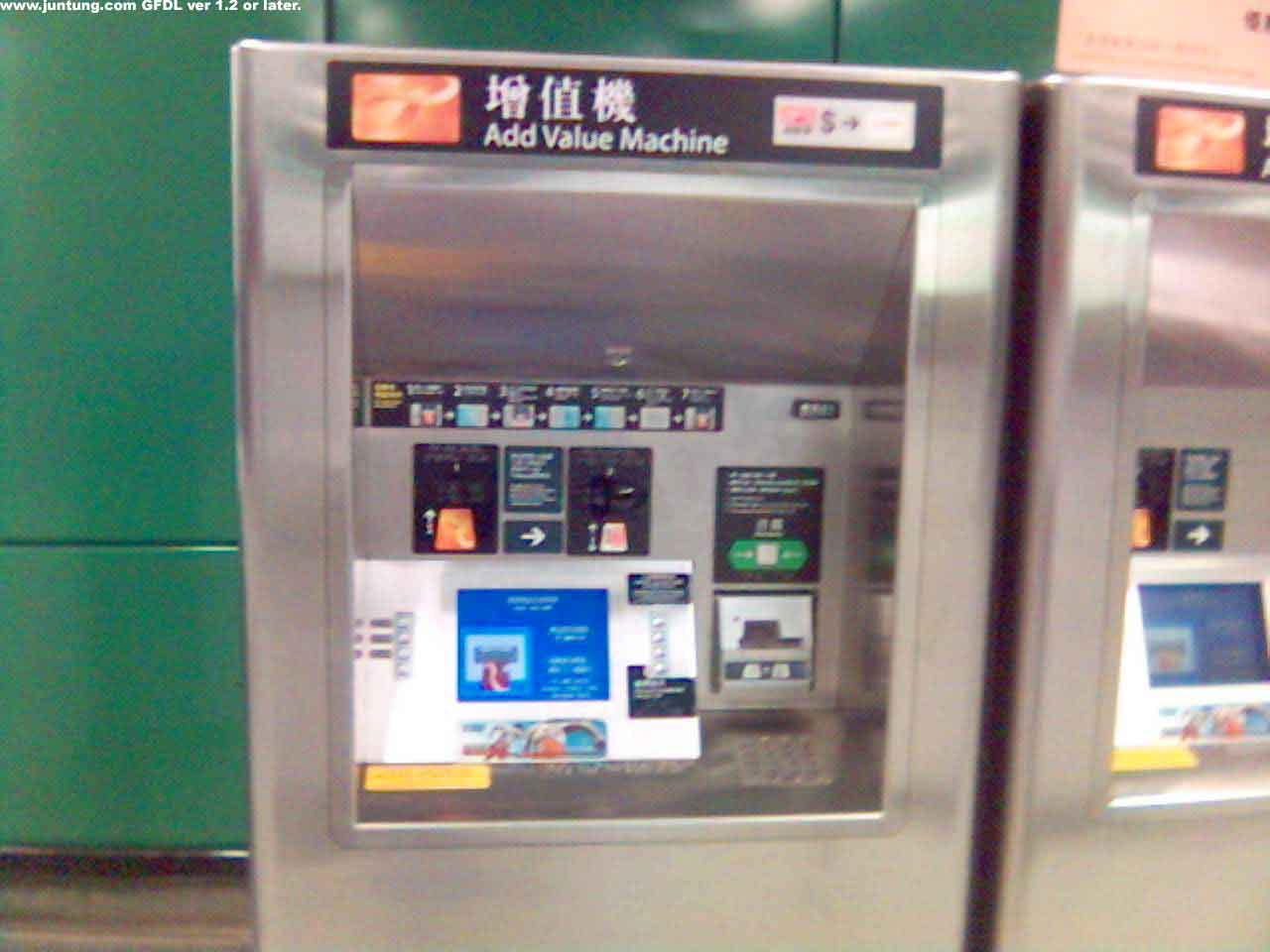
Appareil de rechargement de carte Octopus.

La carte Octopus est une carte à puce rechargeable sans contact utilisée par un système de paiement électronique à Hong Kong, Macao et Shenzhen. Lors de son lancement en 1997, elle est adoptée comme moyen de paiement dans les transports en commun. Depuis, des épiceries, des supermarchés, des magasins de restauration rapide, des parkings et des distributeurs automatiques ont commencé à l’accepter. La Carte Octopus est un des systèmes de porte-monnaie électroniques qui ont eu le plus de succès dans le monde, avec plus de 10 millions de cartes sur le marché. Elle remplace les billets magnétiques d’autrefois.

## Introduction

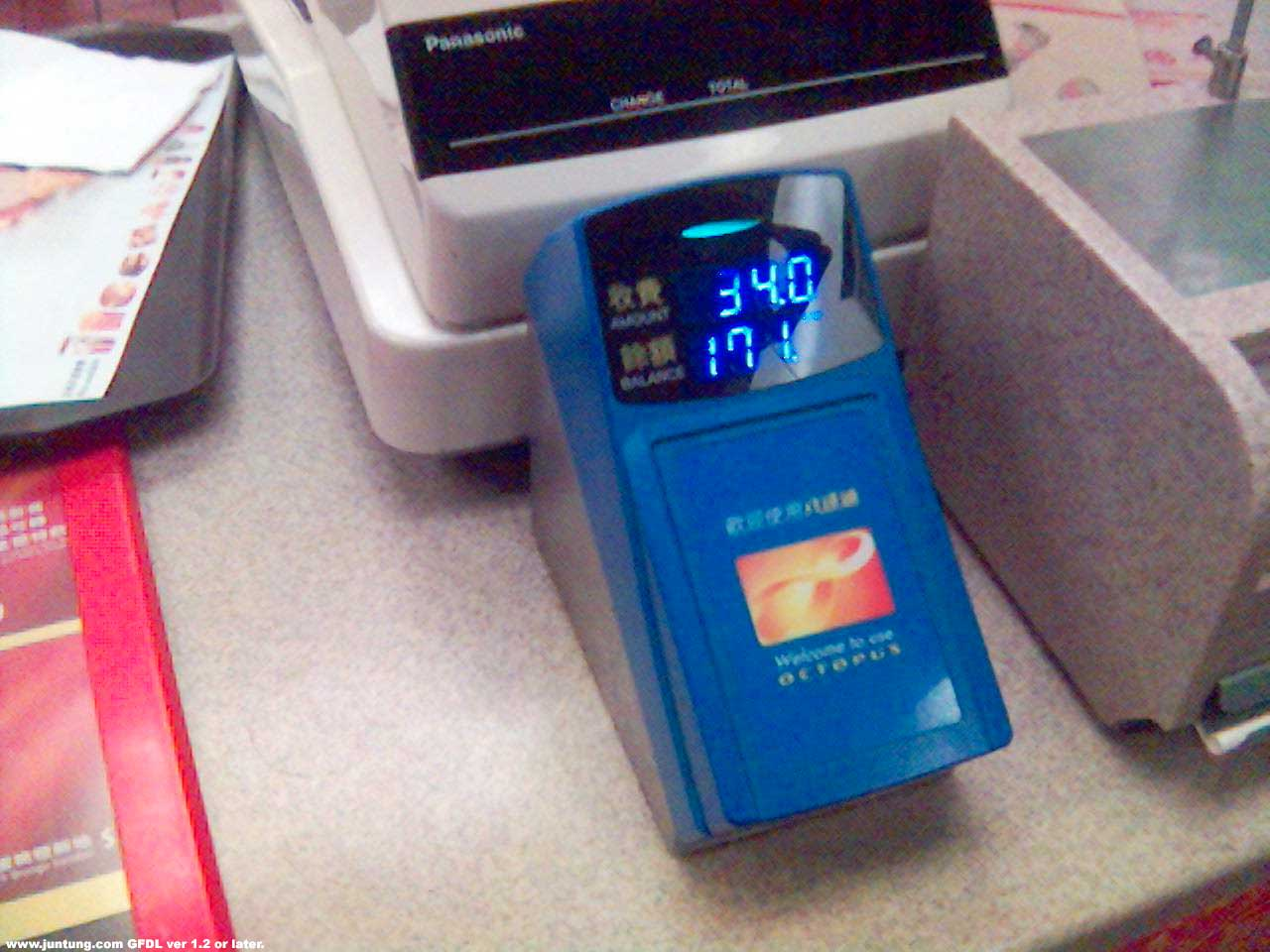
Lecteur de carte Octopus dans un magasin

Il existe deux types de carte Octopus : ordinaire et nominative.
Une Octopus ordinaire n’exige aucune présentation de la carte d’identité ou du passeport pour l’achat. Elle est vendue auprès des guichets des stations du métro et du train. Si le propriétaire la perd, il n’y a que la valeur enregistrée qui est perdue, mais aucune information personnelle ni numéro de compte bancaire ou de carte du crédit n’est enregistré.
Une Octopus nominative ou « personnalisée » peut être utilisée comme une clé pour l’accès de quelques bâtiments résidentiels et bureaux. Un propriétaire peut demander à ce qu’elle soit rechargée automatiquement à HK$250 depuis son compte bancaire ou par cash dans les lieux accrédités et machines automatiques. Une carte nominative peut être bloquée en cas de perte.
La carte peut être utilisée dans presque tous les moyens de transport, dans de nombreux magasins comme des épiceries 7-Eleven, des magasins de restauration rapide et des cafés Starbucks.

## Chiffres
- 10 millions de cartes Octopus en circulation.
- 11 millions de transactions sont effectuées quotidiennement.
- Adoptée par plus de 95 % de la population hongkongaise.
- Un quart des transactions d’Octopus pour des paiements autres que le transport.
- Le solde moyen de chaque carte est environ 7 €.
- Solde cumulé de 416 mHK$ (43,8 m€) en juillet 2000[4].